# Asplenium hallei
Asplenium hallei är en svartbräkenväxtart som beskrevs av Tard. Asplenium hallei ingår i släktet Asplenium och familjen Aspleniaceae. Inga underarter finns listade.